# Anafilaxia
La anafilaxia consiste en una reacción inmunitaria severa, generalizada, de rápida instalación y potencialmente mortal ante el contacto del organismo con una sustancia que provoca alergia.
Con mayor frecuencia, es el resultado de reacciones inmunológicas a los alimentos, medicamentos y picaduras de insectos, pero la puede inducir un agente capaz de producir una desgranulación espontánea, sistémica de mastocitos o basófilos.
La anafilaxia se diferencia de la alergia por la extensión de la reacción inmunitaria que compromete particularmente al sistema respiratorio y el cardiovascular. Cuando en las manifestaciones de la anafilaxia se pone en riesgo inmediato y repentino la vida del paciente, se utiliza el término choque anafiláctico. 
El riesgo de choque anafiláctico puede ocurrir cuando se utilizan medios de contraste en radiología, o se aplican algunos fármacos terapéuticos que se comportan como alérgenos, al cual el sujeto está sensibilizado.
El término anafilaxia fue acuñado por el Premio Nobel de Medicina Charles Robert Richet.

## Clasificación
Las reacciones anafilácticas forman parte de las reacciones de hipersensibilidad tipo 1 en la clasificación de Coombs y Gell, mientras que en la clasificación de hipersensibilidad de Sell, las reacciones anafilácticas y anafilactoides ocupan el tipo 4.
Algunos autores reservan el término anafilaxis exclusivamente para los mecanismos dependientes de IgE, mientras que el término anafilactoide queda designado a las reacciones independientes de IgE.

## Historia
La posibilidad de que ciertas sustancias agudicen la sensibilidad en lugar de proteger fue reconocida hacia 1902, por el francés Charles Richet y su colaborador Paul Portier quien intentó inmunizar a perros contra las toxinas de un tipo de medusa Physalia.
El experimento consistió en que los perros fuesen expuestos a dosis subletales de la toxina y se observó que reaccionaron casi de manera instantánea y letal a un contacto ulterior con cantidades diminutas de la toxina.
Richert concluyó que una inmunización o vacunación exitosa creaba filaxis, o protección, y que podía observarse un resultado opuesto, anafilaxis, en el cual una exposición al antígeno podía precipitar una sensibilidad potencialmente letal a él si se repetía la exposición. Este hallazgo le valió el Premio Nobel en 1913.

## Epidemiología
Está aumentando el número de casos de anafilaxia en el mundo, no obstante, no existen todavía fuentes fiables para determinar la incidencia global de esta entidad, ya que la mayoría de los estudios hacen referencia a casos fatales, quedando relegados los casos leves.

### Factores de riesgo
Es más común que se desarrolle anafilaxis en adultos con respecto a los niños, siendo la anafilaxia por alimentos la excepción. En mujeres se ha demostrado una mayor susceptibilidad a la reacción anafiláctica por látex y para relajantes musculares. La reacción es más frecuente (y violenta) si el antígeno tiene contacto en la administración parenteral, seguida del contacto con mucosas y por último la piel. Los sujetos sometidos a tratamiento con betabloqueadores no presentan mayor incidencia anafiláctica, pero cuando aparece la anafilaxis el cuadro es más grave.

## Etiología
Algunos alérgenos son responsables de la mayoría de los casos de choque anafiláctico:
- Los anestésicos y bloqueadores neuromusculares. Estos fármacos se utilizan extensamente en procedimientos quirúrgicos, y habitualmente se utilizan de forma simultánea, por lo que la mayor parte de las veces es difícil determinar el causante. La alfadiona y el tiopental son los causantes principales entre los anestésicos generales y la lidocaína como anestésico local.

- Los venenos de insectos (himenópteros). Las avispas y abejas tienen igual potencial anafiláctico, pero la capacidad de las avispas para picar repetidas veces las hace más peligrosas. También puede suceder con otros artrópodos venenosos (arañas, escorpiones, ciempiés, etc.), en especial si se trata de personas sensibles.

- Alimentos. Destaca el papel de las frutas, frutos secos, mariscos, leche y legumbres. Cuanto más se consume un alimento más fácilmente puede convertirse en alergénico.

- Los fármacos antiinflamatorios del tipo del ácido acetilsalicílico (véase antiinflamatorios no esteroideos).[11]

- Productos utilizados para contraste radiográfico (procedimientos como urografías, angiografías, colangiografías, etc.), especialmente aquellos que contienen derivados del yodo, así como los utilizados por vía intravenosa.

- Los fármacos antibióticos son causa muy frecuente de anafilaxia. Los antibióticos pertenecientes al grupo de los betalactámicos son los fármacos que con mayor frecuencia producen un cuadro anafiláctico.[12] Se han identificado como agentes frecuentes a los derivados de la penicilina, las cefalosporinas, las sulfamidas y las tetraciclinas.

- La estreptoquinasa, un trombolítico usado en el tratamiento del infarto agudo de miocardio.

- Idiopática, ocurre cuando se administra algún fármaco sin conocer el efecto anafiláctico adjunto por desconocimiento del paciente y/o médico.

- Látex: Ocurre de forma mucho más frecuente en la población sometida a mayor exposición como el personal sanitario, pacientes con espina bífida, pacientes sometidos a hemodiálisis o multiintervenidos.

Existen otros fármacos que también son capaces de inducir anafilaxia, aunque con menor frecuencia, tales como la vitamina B1, derivados del dextrán, y el glucagón, entre otros. Cabe mencionar que teóricamente cualquier fármaco tiene potencial alergénico, aunque en la práctica pocos de ellos han mostrado relacionarse con relativa frecuencia a la anafilaxia.

## Patogenia

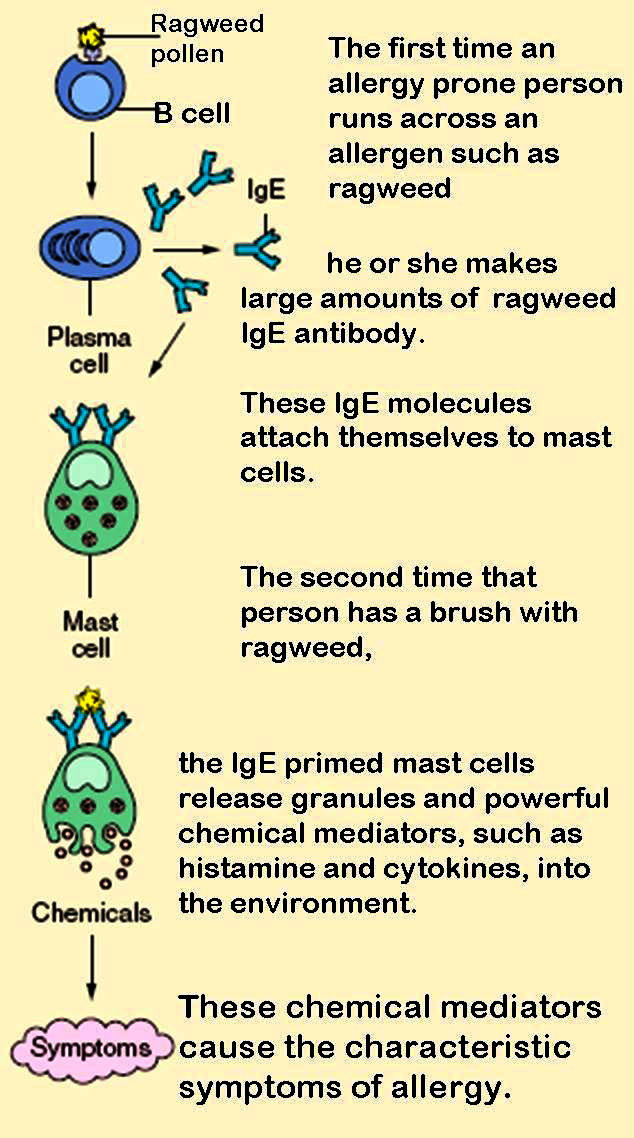
Papel de los mastocitos en el desarrollo de la respuesta alérgica.

La anafilaxia es el resultado de la liberación dependiente de IgE de mediadores químicos de los mastocitos y basófilos.

### Fase de sensibilización
En esta fase, los alergenos inducen una reacción de hipersensibilidad tipo I, donde son secretadas cantidades enormes de IgE por células plasmáticas activadas por linfocitos TH2 específicas de alergeno. El anticuerpo de esta clase se fija con gran afinidad a receptores Fc en la membrana de mastocitos y basófilos. Cuando un mastocito o basófilo está cubierto por IgE se dice que está sensibilizado. Algunas personas pueden presentar atopia, una predisposición genética al desarrollo de reacciones de hipersensibilidad tipo I contra antígenos ambientales ordinarios.

### Reacción anafiláctica
La reacción se inicia cuando un alérgeno se combina con un anticuerpo IgE unido a membrana de los mastocitos y basófilos, lo que lleva a una cascada de transducción de señal (mediada por cAMP para derivados araquidónicos y mediada por Ca++ Para sustancias secuestradas en vesículas, por ejemplo, histamina) que se traduce en la desgranulación y la liberación de mediadores de la anafilaxia. La histamina, puede causar broncoconstricción, la vasodilatación, aumento en la secreción de moco y una mayor permeabilidad vascular. Otros mediadores preformados de los mastocitos incluyen proteasas neutras como triptasa, hidrolasa ácida, enzimas oxidativas, factores quimiotácticos y proteoglicanos.
Los leucotrienos B4, C4 y E4, la prostaglandina D2, y el factor activador de plaquetas se derivan de la membrana de los mediadores formados a partir del metabolismo del ácido araquidónico. La liberación de estos mediadores puede causar broncoconstricción, secreción de moco, y alteraciones en la permeabilidad vascular. El factor activador de plaquetario puede disminuir la presión arterial, además, y activar la coagulación. Estos mediadores, además de la activación de otros vías pro inflamatorias y la síntesis de óxido nítrico, pueden conducir a una reacción sistémica grave con el potencial de resultados desastrosos.

#### Fisiopatología y mediadores químicos de anafilaxis
Varios mediadores bioquímicos y sustancias quimiotácticas son liberados sistémicamente durante la desgranulación de los mastocitos y basófilos. Estos incluyen sustancias preformadas granulares, tales como la histamina, triptasa, quimasa, y la heparina, factor de liberación de histamina y otras citocinas, y mediadores derivados de lípidos recién generados, tales como PGD2, leucotrienos LT-B4, factor activador de plaquetas, y los cisteinil leucotrienos LTC4, LTD4 y LTE4. Los eosinófilos podrían jugar un papel ya sea pro-inflamatorio (por ejemplo, la liberación de proteínas granulares citotóxicas) o anti-inflamatorio (por ejemplo, el metabolismo de los mediadores vasoactivos).

##### Histamina
La histamina activa los receptores H1 y H2. La rinorrea, prurito, taquicardia y broncoespasmo son causadas por la activación de los receptores H1, mientras que tanto los receptores H1 y H2 median dolor de cabeza, rubor e hipotensión. Los niveles de histamina en suero se correlacionan con la gravedad y la persistencia de las manifestaciones cardiopulmonares, pero no con la formación de urticaria. Los signos y síntomas gastrointestinales están asociados con la histamina más que con los niveles de triptasa. Parece ser que los receptores H3 son inhibidores presinápticos que modulan la liberación de noradrenalina endógena de las fibras simpáticas que inervan el sistema cardiovascular, por ende, tiende a deprimir la TA.

##### Triptasa
La triptasa es la única proteína que se concentra selectivamente en los gránulos secretores de los mastocitos humanos. Los niveles plasmáticos de triptasa se correlacionan con la gravedad clínica de la anafilaxia. Debido a que la β-triptasa se almacena en los gránulos secretores de los mastocitos, su liberación podría ser más específica para detectar la activación de estos que la α-protriptasa, que parece ser secretada constitutivamente. Las mediciones post-mortem de triptasa sérica pueden ser útiles en el establecimiento de anafilaxia como causa de muerte en los sujetos que experimentan la muerte súbita de causa incierta.

##### Óxido nítrico
La unión de histamina a los receptores H1 durante la anafilaxia también estimula las células endoteliales para activar a la enzima óxido nítrico sintasa convertir el aminoácido L-arginina en óxido nítrico (NO), un vasodilatador autacoide potente. El NO activa la guanilato ciclasa, lo que lleva a la vasodilatación y la producción de cGMP. Fisiológicamente, el NO ayuda a modular el tono vascular y la presión arterial regional. Una mayor producción de NO disminuye el retorno venoso, lo que contribuye a la vasodilatación que se produce durante la anafilaxia. Los inhibidores de la óxido nítrico sintasa causan depresión miocárdica, facilitando la liberación de histamina, la producción de leucotrienos, y la vasoconstricción coronaria. Los inhibidores de NO durante la anafilaxia también promueven broncoespasmo, lo que sugiere que el NO puede disminuir los signos y síntomas de la anafilaxia, pero exacerban la vasodilatación asociada.

#### Relación con complemento y coagulación
Los metabolitos del ácido araquidónico incluyen los productos de las vías de la lipoxigenasa y ciclooxigenasa. Cabe destacar que LTB4 es un agente quimiotáctico y por lo tanto teóricamente podrían contribuir a la fase tardía de la anafilaxia y las reacciones prolongadas. Hay otras vías inflamatorias que son probablemente importantes en la prolongación y ampliación de la anafilaxia. Durante los episodios serios de anafilaxia, hay una activación simultánea de complemento, las vías de la coagulación y el sistema de contacto calicreína-quinina. La disminución en C4 y C3 y la generación de C3a han sido observadas en la anafilaxia. La activación de la vía de coagulación incluye disminución en el factor V, factor VIII y fibrinógeno.
La disminución del quininógeno de alto peso molecular y la formación de los complejos inhibidores calicreína-C1 y factor XIIa-C1 indica la activación del sistema por contacto. La plasmina puede activar el complemento. Algunos mediadores pueden tener efectos que limiten la anafilaxis, un claro ejemplo es la quimasa que puede activar a la angiotensina II, que puede modular la hipotensión.  La heparina inhibe la coagulación, la calicreína y plasmina. También se opone a la formación de complementar y modula la actividad de triptasa.
El factor de activación plaquetario promueve la liberación por parte de las plaquetas de factores quimiotácticos para eosinófilos, y el de los factores quimiotácticos como LTB4, ECF-A(Factor quimiotáctico anafiláctico eosinófilo) y NCF-A (Factor quimiotáctico anafiláctico neutrófilo) lo que se cree tiene impacto en la fase tardía.

#### Choque orgánico en anafilaxia
El compromiso de los órganos del sistema varía de especie a especie y determina la evolución clínica de anafilaxia de cualquier causa. Entre los factores que determinan el choque de un órgano específico se incluyen las variaciones en la respuesta inmune, la ubicación del músculo liso y características del metabolismo de mediadores químicos, tales como la distribución y las tasas de degradación y de respuesta de los mismos. Se han desarrollado varios modelos animales en los que se observan los siguientes resultados, en el conejillo de indias hay es la constricción del músculo liso bronquial, lo que lleva a broncoespasmo, hipoxia y la muerte. La anafilaxia en los conejos produce vasoconstricción arterial pulmonar fatal con fallo ventricular derecho.  El órgano de choque principal en el perro es el sistema venoso del hígado, que se contrae y produce congestión hepática grave. En el ser humano de los órganos de choque que predominan son el pulmón y el corazón, con manifestaciones clínicas comunes de edema laríngeo, insuficiencia respiratoria y colapso circulatorio.

#### Anafilaxia y corazón
Los mediadores químicos de la anafilaxia afectan directamente al miocardio. Los receptores H1 median la vasoconstricción coronaria y aumentan la permeabilidad vascular, mientras que los receptores H2 aumentan la fuerza de contracción ventricular. La estimulación conjunta de receptores H1 y H2 parecen mediar la disminución de la presión diastólica y el aumento de la presión pulsátil.

### Anafilaxia tardía
La anafilaxia recurrente o bifásica se produce 8 a 12 horas después del ataque inicial hasta en un 20 % de los sujetos que experimentan anafilaxia.

## Cuadro clínico

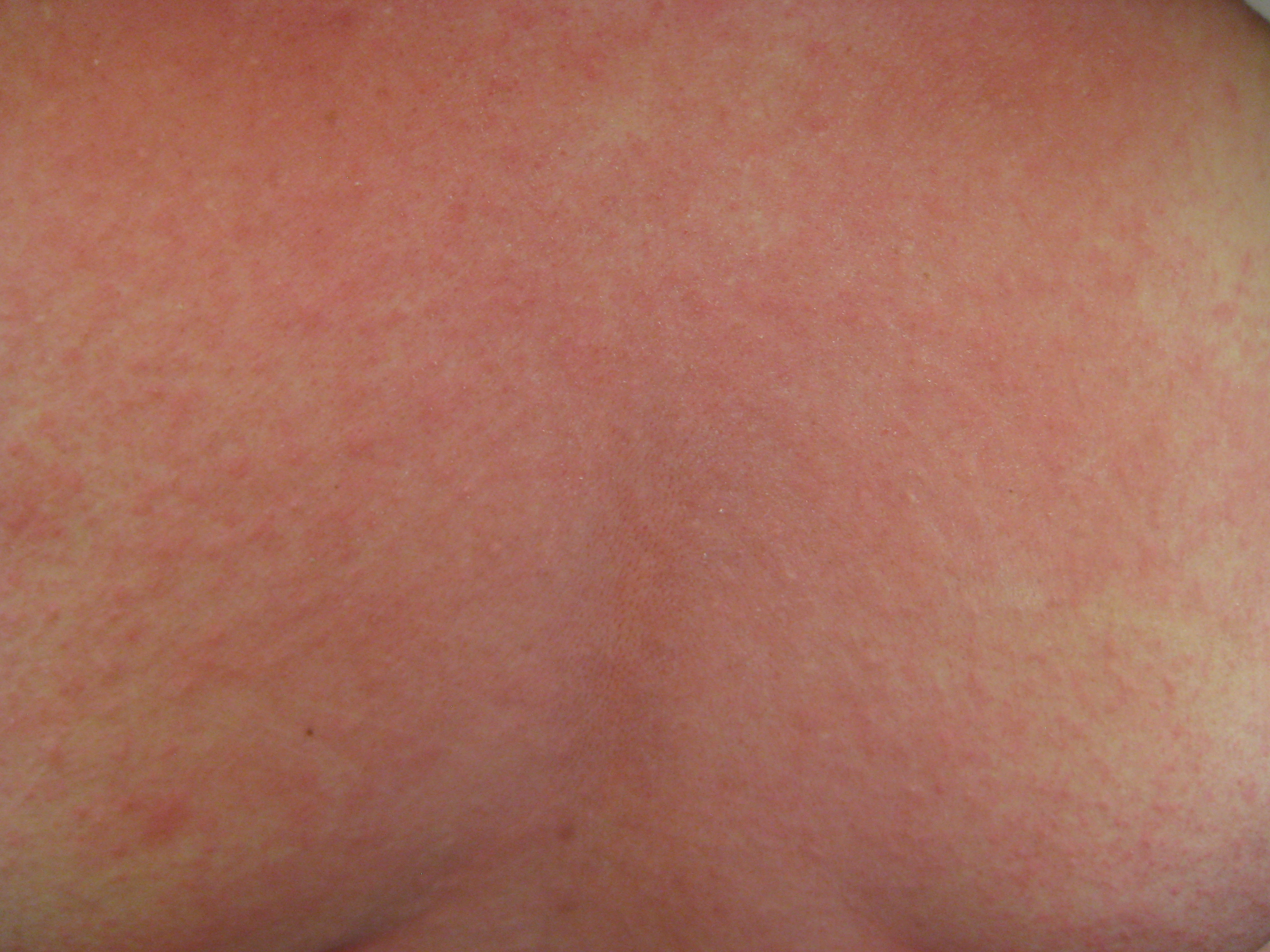
Erupción en la espalda de una persona con choque anafiláctico.

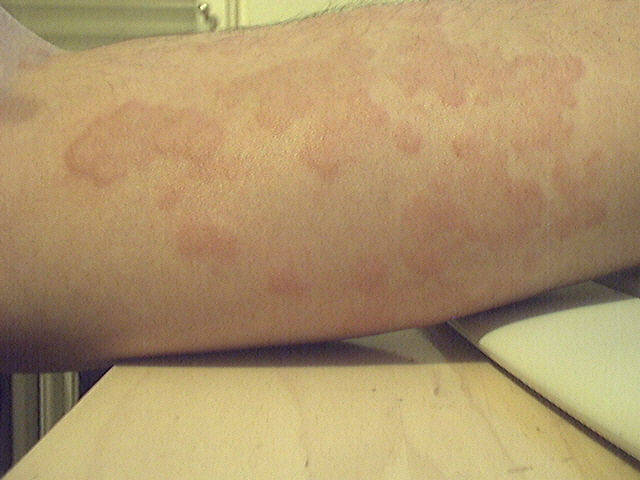
Urticaria por alergia.

Esta reacción se desarrolla muy rápidamente actuando en segundos o minutos, incluso puede durar más de unas horas, como consecuencia de la liberación de mediadores. La rapidez se correlaciona con la gravedad del ataque.
Las manifestaciones clínicas de la anafilaxis varían, no obstante, los hallazgos más frecuentes son cutáneos, usualmente urticaria, eritema, prurito y angioedema, seguidas por las respiratorias como resultado de la broncoconstricción y pueden ser congestión nasal, rinorrea, estornudo, edema laríngeo, broncoespasmo; y en tercer lugar las cardiovasculares por el aumento de la permeabilidad vascular como hipotensión y arritmias. Además se incluyen manifestaciones gastrointestinales como náuseas, vómitos, diarrea y dolor abdominal; y neurológicas, como la cefalea (no migrañosa), acúfenos, vértigos, relajación de esfínteres y pérdida de la conciencia.
Clínicamente, la anafilaxia se considera probable si uno de los siguientes tres criterios se cumplen en cuestión de minutos a horas:
- Inicio de la enfermedad aguda con afectación cutánea y mucosa, y al menos una de las siguientes:
  - Compromiso respiratorio
  - Hipotensión
  - Disfunción de los órganos diana

- Dos o más de los siguientes síntomas rápidamente después de la exposición a un posible alérgeno:
  - Irritación de la piel o las mucosas
  - Compromiso respiratorio
  - Hipotensión o síntomas asociados
  - Síntomas gastrointestinales persistentes.

- Hipotensión después de la exposición al alergeno conocido para el paciente: presión arterial baja o disminución superior al 30 % del valor inicial.

Si no se diagnostica y trata la anafilaxia puede producirse una obstrucción respiratoria secundaria al edema laríngeo o un colapso circulatorio con un desenlace fatal.
Las respuestas compensatorias intrínsecas a la anafilaxia (es decir, las catecolaminas endógenas, la angiotensina II y endotelina-1) también influyen en el grado de manifestaciones clínicas y, cuando son adecuadas, pueden salvar vidas independientemente de la intervención médica.
Debido a que los mastocitos se acumulan en los sitios de las placas ateroscleróticas coronarias, algunos investigadores han sugerido que la anafilaxia puede promover la ruptura de la placa. La estimulación de los receptores de la histamina H1 también puede producir vasoespasmo coronario.

## Diagnóstico
El diagnóstico de anafilaxis permanece como un diagnóstico clínico basado en el reconocimiento de patrones. La relación causa-efecto a menudo es confirmada mediante la historia clínica.
El primer elemento del diagnóstico es la demostración de la exposición al alérgeno. Generalmente esto es evidente, como en el caso de una picadura de insecto o la administración de un antibiótico o medio de contraste radiológico. Sin embargo, en los casos en lo que no es evidente el disparador de la reacción anafiláctica, no es recomendable demorar el tratamiento, debido a la rápida progresión de los síntomas, que en algunos casos pueden terminar fatalmente en cuestión de minutos.

### Sintomatología
Después de la exposición, los signos y síntomas aparecen en cuestión de segundos o minutos, aunque raramente pueden demorar algunas horas. Generalmente se circunscriben a la piel, el sistema cardiovascular, el respiratorio, el digestivo y el nervioso, y pueden predominar en alguno de ellos o presentarse simultáneamente.
Síntomas generales: Malestar difuso o generalizado, ansiedad, sensación de muerte inminente.
- Piel: palidez, diaforesis (sudoración), prurito (comezón), ronchas y edema generalizado o regional (facial, alrededor de los ojos o boca).

- Cardiovascular: taquicardia (frecuencia cardíaca superior a 90/minuto), hipotensión (presión arterial sistólica < 90 mmHg) y arritmias ventriculares, manifestadas con pulso débil, ruidos cardíacos irregulares o débiles, extremidades frías y síncope (desmayo).

- Respiratorio: edema de glotis/epiglotis o broncoconstricción grave, manifestando disnea (respiración difícil, sensación de falta de aire), disfonía (alteración de la voz), estridor (respiración ruidosa, semejante a un silbido), sibilancias (ruidos semejantes, auscultados con estetoscopio) y cianosis (coloración azul oscura-morada en labios, uñas u otros sitios).

- Digestivo: principalmente diarrea y vómitos.

- Nervioso: ansiedad, desorientación, mareos, parestesias (sensaciones anormales como frío o entumecimiento en las extremidades o la cara), convulsiones y pérdida de la conciencia.

En el trazo electrocardiográfico son signos frecuentes: trastornos de la excitabilidad, de la conducción y sobre todo de la repolarización. En ocasiones se registran imágenes de lesión isquémica del miocardio.
En mujeres, un intenso dolor del útero es un posible síntoma de shock anafiláctico.
Dos características confieren al choque anafiláctico un particular interés:
- La extrema gravedad.
- La extraordinaria reversibilidad, que bajo un tratamiento adecuado evoluciona rápidamente al restablecimiento del enfermo.

### Pruebas de laboratorio
Las pruebas de laboratorio por lo general son de poca ayuda en el diagnóstico, ya que principalmente es clínico. La gasometría arterial puede ser útil para excluir embolia pulmonar, estatus asmático y aspiración de cuerpo extraño. Los niveles de histamina séricos y en orina pueden ser de gran utilidad en el diagnóstico de anafilaxis, pero estos exámenes son poco comunes.
No obstante, las pruebas de laboratorio pueden confirmar la presencia de alérgenos específicos de IgE o ayudar a reducir los diagnósticos diferenciales.
La triptasa sérica elevada refleja la desgranulación de mastocitos y podría ser útil en la confirmación de la anafilaxia. Los niveles de triptasa sérica total presentan un pico entre 60 y 90 minutos después del inicio de la reacción anafiláctica y pueden persistir hasta 5 horas después del inicio de los síntomas, sin embargo, los niveles de triptasa pueden ser normales en una reacción. Las determinaciones seriadas de triptasa podría mejorar la sensibilidad diagnóstica.

### Pruebas complementarias
Otras pruebas complementarias por lo general son de poca ayuda en el diagnóstico, ya que principalmente es clínico. La radiografía de tórax y la evaluación de la epiglotitis están indicadas en pacientes con compromiso respiratorio agudo. Un electrocardiograma (ECG) debe ser considerado en todos los pacientes con pérdida súbita de la conciencia, que refieran dolor de pecho o presenten disnea, y en cualquier paciente de edad avanzada.

## Diagnóstico diferencial
El diagnóstico diferencial comprende, principalmente:
- Síncope vasovagal
- Trastornos endocrinos (feocromocitoma)
- Trastorno de ansiedad
- Mastocitosis sistémica
- Embolia pulmonar, enfermedad del suero, reacciones vasovagales
- Asma intenso (la diferencia clínica fundamental es la aparición súbita de síntomas de la anafilaxia, sin una historia de progresivo empeoramiento de los síntomas)
- Choque séptico u otras formas de choque
- Cuerpo extraño en la vía aérea

El síncope vasovagal (reacción vasodepresora) es el diagnóstico más susceptible de ser confundido con la anafilaxis. En las reacciones vasodepresoras generalmente no se encuentra urticaria, la disnea casi siempre está ausente, la presión arterial se encuentra en rangos normales, e incluso elevados, y la piel está típicamente fría y pálida. A pesar de que la taquicardia es característica de la anafilaxis, la bradicardia puede presentarse en su lugar, por eso la bradicardia no debería usarse para distinguir entre estos dos diagnósticos diferenciales. Asimismo, los defectos de conducción y tratamientos simpatolíticos pueden producir bradicardia.

## Tratamiento
Dos nociones fisiopatológicas deben tenerse en cuenta para establecer un tratamiento eficaz:
- La liberación, por parte de los mastocitos, de mediadores químicos como respuesta al ingreso al organismo de una sustancia extraña (alérgeno) y a la secuencia de acontecimientos humorales y celulares que ponen en juego la inmunoglobulina E, fracciones del complemento activado por la vía alterna o la acción de la histamina.

- Existen modificaciones hemodinámicas en la fase inicial con caída de las resistencias vasculares sistémicas, esencialmente arteriolares, con mantenimiento de las presiones de llenado de las cavidades derechas (PVC) e izquierdas (PCP), gracias al incremento del volumen sistólico y el débito cardíaco.

Sin tratamiento adecuado, la vasodilatación se generaliza con grave disminución del retorno venoso, de las presiones de llenado de los ventrículos, del volumen sistólico y del débito cardíaco.
El compromiso hemodinámico del choque anafiláctico se relaciona con un choque hipovolémico, que puede evolucionar hacia fibrilación ventricular y asistolia.

### Tratamiento no farmacológico
- Establecer y proteger las vías respiratorias. Proporcionar oxígeno suplementario, si está indicado.[22]
- El acceso intravenoso debe ser rápidamente establecido y se deben administrar líquidos por vía intravenosa (por ejemplo, solución salina). El paciente debe ser colocado en decúbito supino, o en posición de Trendelenburg si es hemodinámicamente inestable.[22]

### Tratamiento curativo

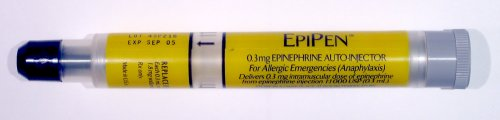
Una vieja versión del autoinyector Epipen (marca registrada).

La epinefrina o adrenalina intramuscular es el medicamento de primera elección. Sus propiedades corrigen las anomalías del choque.
- Sus efectos alfaadrenérgicos corrigen la vasodilatación extrema, arteriolar y venular; restauran la tensión arterial sistémica y disminuyen la permeabilidad capilar.
- Sus efectos β1 refuerzan la actividad cardíaca y mejoran el débito.
- Sus efectos β2 aseguran la broncodilatación es inmediata y pueden, en cierta medida, frenar la desgranulación mastocítica al activar el proceso enzimático intracelular que favorece la síntesis del AMP cíclico.

El choque grave requiere del uso de clorhidrato de adrenalina por vía intravenosa a una dosis de 0,25 a 1 mg, diluido en 10 ml de suero fisiológico, aplicado muy lentamente. El medicamento suele tolerarse bien. El riesgo de una arritmia cardíaca es mínimo, comparado con el peligro que conllevaría el no administrarlo. En las formas menos serias se prefiere la vía intramuscular, a la misma dosis, a veces repetida a los 15 minutos si la mejoría no es muy notoria.
En el enfermo coronario, el riesgo de una arritmia ventricular puede hacer que se prefiera una amina de acción alfa predominante, como la dopamina o la fenilefrina. La administración de oxígeno por cánula es útil para atenuar la hipoxia tisular concomitante al choque. Los antihistamínicos no tienen una real utilización, por su poca eficacia de acción. Los corticoides son muy útiles para prevenir las reacciones tardías. Es aconsejable la hidrocortisona, 200 mg IV cada 6 horas.
El choque prolongado necesita el servicio de cuidados intensivos. La fuga líquida transcapilar justifica el recurso de líquidos expansores bajo una vigilancia estrecha de la presión venosa central o de la presión capilar pulmonar, puesto que el margen de seguridad entre la hipovolemia y la sobrecarga pulmonar es bastante estrecha. Muchas veces es necesaria la ventilación artificial y, en caso de insuficiencia renal, la hemodiálisis.

### Tratamiento preventivo
Es necesario conocer los factores que favorecen el desarrollo de un choque anafiláctico: el terreno atópico y los antecedentes de alergia medicamentosa. Es importante tener en cuenta también la ansiedad del enfermo, frecuentemente espasmógena.
Ciertas medidas deben aplicarse en caso de una cirugía programada en un paciente con antecedentes atópicos.
- Se escoge el anestésico menos alergizante y menos histamino-liberador.
- Con cuarenta y ocho horas de antelación se premedica un antihistamínico (astemizol).
- Se premedica un inhibidor de la activación del complemento (ácido epsilonaminocaproico).
- Se prescribe un tranquilizante.